# Масджид аль-Дахаб
Масджид Аль-Дахаб (або Золота мечеть і культурний центр Маніли; тагал. Moskeng Ginto) розташована в переважно мусульманській частині району Кіапо в Манілі, Філіппіни, і вважається найбільшою мечеттю в Метро Манілі. Мечеть може вмістити до 22 000 віруючих.

## Історія
Золота мечеть отримала свою назву за свій пофарбований золотом купол, а також за розташування на вулиці Глобо-де-Оро. Під наглядом колишньої першої леді Філіппін Імельди Маркос 4 серпня 1976 року почалося будівництво для візиту президента Лівії Муаммара Каддафі, хоча його візит було скасовано. 
За словами адміністраторів мечеті, мінарет був зруйнований через проблеми з цілісністю конструкції під час тодішнього мера Літо Атьєнца. Вже існували плани відновити мінарет, оскільки пожертвування з усього світу надходять, щоб досягти цілі в 12 мільйонів філіппінських песо. Розмір його купола становить 12 метрів (39 футів) у діаметрі та 10 метрів (33 футів) у висоту.
Мечеть включає в себе суміш іноземних і місцевих впливів. Його купол і колишній мінарет створені за зразком близькосхідних структур, тоді як його геометричний дизайн запозичує багато кольорів і варіацій етнічного мистецтва Маранао, Магінданао і Таусугів. Вигнуті лінії засновані на мотивах змії в мистецтві Маранао. Раніше в мечеті були виставлені вітражі художника Антоніо Думлао.

## Розташування
До мечеті можна дійти пішки на південний схід від станції Carriedo на лінії 1 LRT Manila. До неї також можна дістатися на джипні, автобусах і UV Express, які курсують по бульвару Кесон, проспекту Рісаля і вулиці Карлоса Паланка-старшого (Ечаге).